# Veliki pas
Veliki pas (lat. Canis maior) jedno je od 88 modernih i 48 originalnih Ptolemejevih zviježđa. Konstelacija južne polutke pozicionirana blizu nebeskog ekvatora koja sadrži najsjajniju zvijezdu vidljivu na nebu, Sirius. 